# Cysticapnos cracca
Cysticapnos cracca är en vallmoväxtart som först beskrevs av Adelbert von Chamisso och Schlecht., och fick sitt nu gällande namn av Liden. Cysticapnos cracca ingår i släktet Cysticapnos och familjen vallmoväxter. Inga underarter finns listade i Catalogue of Life.